# 木原七郎

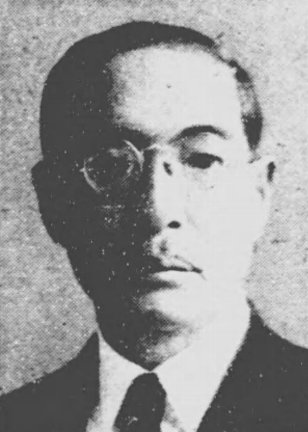
木原七郎

木原 七郎（きはら しちろう、1884年（明治17年）1月25日 – 1951年（昭和26年）12月24日）は、衆議院議員（立憲民政党）、最後の官選広島市長。ジャーナリスト。

## 経歴
広島県安芸郡矢野村（現在の広島市安芸区）出身。1906年（明治39年）、早稲田大学政治経済科を卒業。芸備日日新聞社に入り、1919年（大正8年）に副社長に就任し、1925年（大正14年）には社長の早速整爾の死に伴い後任の社長になった。その他に日本鋼鎖株式会社取締役、帝国通信社副社長などを務めた。
広島県会議員を経て、1930年（昭和5年）の第17回衆議院議員総選挙に出馬し、当選。合計で3期務めた。
1945年（昭和20年）8月6日、原爆投下で広島市が壊滅し粟屋仙吉市長も被爆死すると、同年10月その後任として同市長に就任、最後の官選広島市長となった。復興審議会を発足させて委員長に元市長の藤田若水を起用するなど、戦災からの復興に尽力したが、1947年（昭和22年）に公職追放で退任した。退任後はかつて自分の元で助役を務め後任市長（初代公選市長）となった浜井信三を陰から支え続けた。
最晩年の1951年には広島平和記念都市建設法に基づく広島市への国有地無償払い下げを実現すべく、藤田とともに病身を押して上京し政府との折衝に当たったが、その直後に死去した。